# ASBO STAY HOTEL
ASBO STAY HOTEL (アスボ・ステイ・ホテル) は、沖縄県国頭郡金武町にオープンするリゾートホテル。
2011年に返還されたギンバル訓練場跡地に建設された。
オープン日は2022年4月1日(予定)。
このホテルには、町が掘り当てた温泉が、7階(屋上)の露天風呂などで提供される予定。

## 周辺

### 施設
周辺には、金武町立中川小学校、金武町ベースボールスタジアム、金武町フットボールセンター、KINサンライズビーチがある。

### スーパー・コンビニ
周辺には、ローソン金武ベースボールスタジアム入口店、ファミリーマート金武大通り店、セブンイレブン宜野座漢那店、マックスバリュー金武店、タウンプラザかねひで金武鍾乳洞市場などがある。

## アクセス

### 金武インターチェンジ
沖縄自動車道金武インターチェンジを金武（左）方面へ。
その先の渡慶頭原（仮称）を名護　海洋博公園　方面へ。
金武中央IC（仮称）を通過。
約2km先の信号を福花原　金武町ベースボールスタジアム　方面へ。
金武町フットボールセンターを過ぎてすぐ右折。
右手に目的地。